# Palestyna na Mistrzostwach Świata w Lekkoatletyce 2017
Palestyna na Mistrzostwach Świata w Lekkoatletyce 2017 – reprezentacja Palestyny podczas Mistrzostw Świata w Londynie liczyła 2 zawodników, którzy nie zdobyli żadnego medalu.

## Skład reprezentacji
Mężczyźni
| Zawodnik       | Konkurencja        | Eliminacje | Eliminacje | Półfinał | Półfinał | Finał    | Finał   |
| Zawodnik       | Konkurencja        | Rezultat   | Pozycja    | Rezultat | Pozycja  | Rezultat | Pozycja |
| -------------- | ------------------ | ---------- | ---------- | -------- | -------- | -------- | ------- |
| Wesam Almassri | Bieg na 800 metrów | DNS        | DNS        | NQ       | NQ       | NQ       | NQ      |

Kobiety
| Zawodniczka     | Konkurencja | Finał    | Finał   |
| Zawodniczka     | Konkurencja | Rezultat | Pozycja |
| --------------- | ----------- | -------- | ------- |
| Mayada Al-Sayad | maraton     | 2:54:58  | 68.     |